# Archiearis diluta
Archiearis diluta är en fjärilsart som beskrevs av Edward Alfred Cockayne 1952. Archiearis diluta ingår i släktet Archiearis och familjen mätare. Inga underarter finns listade i Catalogue of Life.